# Cteniscus nigrifrons
Cteniscus nigrifrons là một loài tò vò trong họ Ichneumonidae.